# A Sad Devil
A Sad Devil est un film muet américain réalisé par Colin Campbell et sorti en 1912.

## Fiche technique
- Réalisation : Colin Campbell
- Scénario : Stanley R. Simpson
- Production : William Nicholas Selig
- Date de sortie : 
  - États-Unis : 21 octobre 1912

## Distribution
- Wheeler Oakman
- William Scott
- Scott R. Dunlap
- Fred Huntley
- Anna Dodge